# فيل بليك
فيل بليك (بالإنجليزية: Phil Blake)‏ هو لاعب دوري الرغبي نيوزيلندي، ولد في 24 نوفمبر 1964 في لندن في المملكة المتحدة.